# Bromperidol
Bromperidol (Markennamen: Bromidol, Bromodol, Impromen) ist ein typisches (klassisches) Antipsychotikum. Es wird für die Behandlung von Schizophrenie eingesetzt. Es ist mit Haloperidol fast identisch, ist aber bromiert statt chloriert. Im klinischen Alltag wird es als Medikament heute nur noch selten eingesetzt.
Ein therapeutischer Vorteil gegenüber anderen Antipsychotika ist, dass Bromperidol aufgrund der langen Halbwertszeit von 36 Stunden nur einmal täglich verabreicht werden muss.